# Modelos de buracos negros não singulares
Um buraco negro não-singular é um tipo de buraco negro descrito por teorias matemáticas que evita certos problemas com o atual modelo padrão dos buracos negros, incluindo o perda de informação e a natureza não observável do horizonte de eventos.

## Evitando paradoxos no modelo de buracos negros padrão
Para que um buraco negro exista fisicamente como uma solução à equação de Einstein, é preciso que este corpo forme um horizonte de eventos em tempo finito em relação a observadores externos. Isto requer uma teoria refinada para a formação dos buracos negros, e várias teorias já foram propostas. Em 2007, Shuan Nan Zhang da Universidade de Tsinghua propôs um modelo no qual o horizonte de eventos de um buraco negro em potencial só se forma (ou se expande) após a queda de um objeto no horizonte de eventos existente, ou após o horizonte de eventos ter atingido uma densidade crítica. Em outras palavras, um objeto cainte faz com que o horizonte de eventos de um buraco negro se expanda, o que só ocorre após o objeto ter caído no buraco negro, permitindo um horizonte de eventos em tempo finito. Porém, esta solução não resolve o problema do paradoxo da informação.

## Modelos alternativos de buracos negros
Modelos de buracos negros não-singulares têm sido proposto desde que os primeiros problemas com os buracos negros foram identificados. Atualmente, algumas dos candidatos mais viáveis para o resultado final do colapso de uma estrela cuja massa supera em muito o limite de Chandrasekhar inclui o gravastar e a estrela de energia escura.
Embora os buracos negros venham sendo uma parte bem estabelecida da física durante o final do século XX, modelos alternativos receberam atenção renovada quando modelos propostos por George Chapline e posteriormente por Lawrence Krauss, Dejan Stojkovic, e Tanmay Vachaspati da Universidade Case Western Reserve demonstraram em várias simulações separadas que o horizonte de eventos dos buracos negros não poderia se formar.
A pesquisa sobre modelos alternativos de buracos negros tem recebido considerável atenção midiática, levando em conta que estes corpos têm por muito tempo capturado a imaginação tanto do público quanto dos cientistas por sua natureza simples e misteriosa. Por isso, os resultados teóricos recentes destas teorias alternativas têm sido alvo de intenso inquérito e muitos têm sido descartados. Por exemplo, vários modelos alternativos de buracos negros se mostraram instáveis em rotação rápida, os quais, através da conservação do momento angular não seriam incomuns para um cenário físico de uma estrela colapsada (ver pulsar). No entanto, a existência de um modelo estável para um buraco negro não-singular permanece uma questão aberta.